# King Von
King Von (anglès: Dayvon Daquan Bennett)  (Chicago, 9 d'agost de 1994 - Atlanta, 6 de novembre de 2020) nom artístic de Dayvon Daquan Bennett, va ser un raper estatunidenc. Durant la vida de Bennett, i després del seu assassinat, va estar implicat en diversos homicidis i presumptes delictes relacionats amb l'escena de les bandes de Chicago. El 6 de novembre de 2020, va ser assassinat a trets als 26 anys.
Bennett va obtenir elogis pels senzills " Crazy Story " i " Took Her to the O ", que van assolir la quaranta-quatrena posició del Billboard Hot 100, i per l'àlbum d'estudi Welcome to O'Block (2020), que es va situar en cinquè lloc a la llista. Cartelera 200.

## Biografia
Bennett va néixer el 9 d'agost de 1994 a Chicago, Illinois. Va tenir sis mig germans del seu pare, Walter E. Bennett, i tres germans de la seva mare, Taesha. Va ser criat principalment per la seva mare als Parkway Gardens Projects de Chicago, més coneguts com " O-Block ". La seva relació amb el seu pare va ser inconsistent a causa dels empresonaments del seu pare. Quan en Von tenia 11 anys, el seu pare va ser assassinat per un pistoler invisible. Von més tard li rendiria homenatge en múltiples cançons.
Als 16 anys, Bennett va ser detingut per menors per robatori a mà armada. Mentre estava empresonat, Bennett va guanyar el seu GED. Després de ser alliberat, Bennett va assistir a unes quantes classes al South Suburban College de South Holland, Illinois abans d'abandonar-lo.
El juliol de 2014, Bennett va ser acusat d'un càrrec d'homicidi en primer grau i dos d'intent d'assassinat en relació amb un tiroteig que va matar un i va ferir dos més.

## Carrera

### Sèrie de Crazy Story i afiliació a Only The Family
Quan va sortir de la presó a finals de 2017, el raper Lil Durk va signar King Von amb el seu segell Only the Family, Von va llançar una sèrie de senzills: el seu primer senzill va ser "Beat Dat Body" amb el raper de Chicago THF Zoo, llançat el juny. 17, 2018, que va anar acompanyat d'un videoclip; Von va aparèixer posteriorment el 31 de juliol de 2018 a l'àlbum Lil Durk Presents: Only The Family Involved, amb la cançó "Problems" que tenia un vídeo musical relacionat que es va publicar el 9 d'agost; Bennett va llançar un altre senzill el 18 d'octubre de 2018 anomenat "War With Us" encara amb un nou vídeo musical associat. Mentre que el seu famós senzill " Crazy Story " es va publicar el 6 de desembre de 2018, i va esdevenir el seu senzill destacat, arribant al número 81 a Billboard Hot 100.
El dia de Sant Valentí del 2019, la xicota de Von, el raper Asian Doll, va llançar un vídeo musical per a la seva cançó sobre l'artista, "Grandson", en què apareixia Von.
El maig de 2019, es va publicar " Crazy Story 2.0 " amb Lil Durk, i un vídeo musical posterior es va publicar el 20 de maig de 2020; la cançó va assolir el número quatre a la llista Bubbling Under Hot 100. El 13 de setembre de 2019, es va llançar una tercera interpretació del senzill anomenada " Crazy Story, Pt. 3 ". El 9 de juliol de 2019, Lil Durk i King Von van llançar el seu senzill col·laboratiu "Like That".

### Grandson, Vol. 1
El 2 de setembre de 2019, Von va llançar el seu senzill "What It's Like", com el precursor del seu primer àlbum mixtape va anunciar el setembre de 2019.
El mixtape es va llançar unes setmanes més tard, el 19 de setembre de 2019, consta de 13 pistes mixtape i s'anomena Grandson, Vol. 1, produïda per Chopsquad DJ conté tres funcions, que estan representades per Lil Durk a "Twin Nem" i al Remix de " Crazy Story "; l'altra característica consisteix en la col·laboració amb l'artista de Chicago i filial de la OTF Booka600 a "Jet". El mixtape també inclou temes " Crazy Story ", " Crazy Story, Pt. 3 " i el seu segon senzill " War With Us " que data del 18 d'octubre de 2018.
Grandson, Vol. 1 Va debutar al número 75 i més tard va assolir el número 53, al Billboard 200, també va arribar al número 27 a la llista d'àlbums Hip Hop/R&B i al número 9 a la llista d'àlbums Independent.

### Levon James
El 16 de novembre de 2019, Von va llançar el seu senzill "2 AM" seguit d'un vídeo corresponent que es publicarà el mateix dia. El 29 de novembre de 2019, Von va llançar el seu senzill "Rollin" amb YNW Melly, acompanyat d'un vídeo musical. Més tard llança, el 21 de febrer de 2020, " Took Her to the O ", amb un videoclip, que es convertirà en el seu senzill més reeixit." Took Her to the O" i "Rollin" es van incloure més tard al seu segon mixtape, Levon James, que va ser llançat el 6 de març de 2020, que va debutar al número 63 i més tard va arribar al número 40 del Billboard 200. Va ser llançat a través d'Only the Family Entertainment / Empire i consisteix en un mixtape de 16 pistes produït executivament per Chopsquad DJ, amb versos de NLE Choppa, Tee Grizzley, G Herbo, Lil Durk, YNW Melly, Booka600 i Yungeen Ace.
Un vídeo oficial de "On Yo Ass" es va publicar coincidint amb la data de llançament de l'àlbum el 6 de març de 2020, la cançó és una presentació amb l'artista de Chicago G Herbo, amb una producció de Chopsquad DJ. Més tard es va publicar un vídeo oficial de la cançó "Trust Issues" amb el raper de Florida Yungeen Ace, el 20 de març de 2020; a la cançó, Von va canviar el seu focus de gangsta per mostrar el seu costat més suau. El 6 d'abril de 2020, Bennett llança un vídeo musical oficial per a les 3 del matí a YouTube, després del 29 d'abril de 2020, el llançament del seu senzill "Grandson for President" que més tard s'incorporarà com a senzill per a What It Means. àlbum per ser rei. Va seguir de prop el senzill amb el llançament del vídeo musical de "Broke Opps", una altra cançó extreta de l'àlbum de Levon James. Acaba amb l'últim vídeo extret del projecte que es refereix a la cançó "Down Me", amb el raper de Chicago Lil Durk, en el qual Durk no apareixia, i que va ser dirigit per CrownSoHeavy.

### Welcome to O'Block
El 2020, King Von va treballar en el projecte que després seria el seu primer àlbum d'estudi. va llançar per primera vegada el senzill principal de l'àlbum titulat " Why He Told " el 27 de juliol de 2020, associat a un vídeo musical publicat a YouTube, i va seguir amb el senzill " All These Niggas ", amb el raper de Chicago Lil Durk. en el qual vídeo, que es va publicar el mateix dia, Banks no va poder aparèixer per motius legals; va obtenir 24 milions de visualitzacions en 2 mesos a la plataforma de YouTube. Després va llançar un altre senzill, titulat " How It Go ", juntament amb un altre vídeo musical, el 26 d'agost de 2020.
El 9 d'octubre de 2020, King Von va llançar " I Am What I Am ", amb el raper de Nova York Fivio Foreign amb un vídeo musical annex. Dues setmanes més tard, Bennett llança "Gleesh Place" en combinació amb un altre vídeo musical al seu canal oficial, aquest llançament es preveia el llançament oficial de Welcome to O'Block, que va sortir el 30 d'octubre de 2020. L'àlbum de 16 cançons inclou la producció de Chopsquad DJ, Tay Keith, Wheezy i Hitmaka, entre d'altres; també compta amb els artistes Prince Dre, Lil Durk, Dreezy, Moneybagg Yo. L'àlbum inclou la col·laboració de Polo G " The Code ", que es va publicar amb un vídeo musical. El projecte va assolir el número 5 de Billboard per als àlbums Top 200 dels Estats Units, el número 1 per als àlbums Top R&B/Hip Hop, el número 1 per a l'àlbum Top Independents i va assolir el 12è per als 100 millors àlbums canadencs.
En una entrevista per a Complex, Bennett va revelar la seva visió respecte al nou projecte i les principals diferències amb el seu treball anterior, Levon James, declarant: "Si fas alguna cosa i segueixes fent-ho, obtindràs millors resultats. Tot millor". És el de veritat, he estat treballant molt". En una altra entrevista per a Uproxx va declarar que volia dedicar el projecte al seu barri, i a totes les persones que hi vivien i hi van lluitar. Va morir una setmana després de la publicació de l'àlbum. Després de la seva mort, es van publicar els vídeos musicals de " Wayne's Story ", " Armed amp; Dangerous ", " Mine Too " i " Demon ".

## Emissions pòstums
El 24 de desembre de 2020, Lil Durk va llançar el seu àlbum The Voice com a homenatge a King Von, que apareix a la portada de l'àlbum i a la cançó " Still Trappin' ".
En una entrevista el 26 de febrer de 2021, el mànager de Bennett va declarar que el raper de Chicago tenia més de 300 cançons inèdites per al voltant de 10 àlbums de més contingut, que seguirien llançant amb la concessió de la família en els anys següents, amb l'objectiu de mantenir el seu llegat viu.

### What It Means to Be King
El 4 de febrer de 2022, el seu equip directiu va anunciar el llançament d'un nou àlbum del raper, previst per a la data del 4 de març de 2022, revelant que l'àlbum s'hauria anomenat What It Means to Be King. L'endemà, 5 de febrer, es va llançar el senzill promocional " Don't Play That ", amb el raper nord-americà 21 Savage, i es troba la parella lliurant cobles amenaçadores sobre una producció de Kid Hazel; un vídeo musical oficial de la cançó va ser llançat el 9 de febrer de 2022. Això va seguir el llançament del seu segon extracte de l'àlbum anomenat " War " el 2 de març de 2022, la peça va acompanyada d'un vídeo de visualització oficial. Aquestes dues cançons van aconseguir un èxit comercial, arribant respectivament al número 40 i al número 63 de Billboard Hot 100.
El 4 de març de 2022, l'àlbum va ser llançat a través d'Empire Distribution i Only the Family i pel seu equip directiu, que representava el segon àlbum d'estudi i el primer treball pòstum de King Von. L'àlbum compta amb aparicions convidades de G Herbo, 21 Savage, Fivio Foreign, Moneybagg Yo, Lil Durk, Tee Grizzley, A Boogie wit da Hoodie, Dreezy, Boss Top, DqFrmDaO i OMB Peezy. La producció va ser a càrrec de Chopsquad DJ, Hitmaka, Tee Romano, Kid Hazel, Touch of Trent, DJ Bandz, DJ FMCT, Glaazer, Diego Ave, Bankroll Got It, TM88, ATL Jacob, Geraldo Liive, CGM Beats, John Lam i Raw. Equitat. La llista de cançons inclou la cançó "Grandson for President", un senzill aclamat que es remunta a l'abril de 2020, fet que el converteix, de fet, en el senzill principal de l'àlbum. El rècord va assolir el número 2 del Billboard 200, guanyant 59.000 unitats equivalents a àlbums, de les quals 55.000 provenien de 79 milions en streams, i 4.000 per vendes d'àlbums purs. Aquest resultat resulta ser el seu millor rànquing i el segon top 10 per a King Von al Billboard 200, que primer va arribar al top 10 amb el seu àlbum d'estudi debut Welcome to O'Block que va arribar al número 5. Poc després es van publicar els vídeos musicals de dos fragments dels seus discos; "Too Real" es va estrenar el 7 de març de 2022; l'altre "Aconsegueix-ho" el dia del seu aniversari, el 9 d'agost de 2022.

### Grandson
El gener de 2023, el gerent de King Von va anunciar amb una publicació a Instagram, la baixa d'un nou projecte pòstum del raper, previst per al mateix any. Al juny, es va anunciar que el títol de l'àlbum era Grandson, que recorda el primer mixtape de Von, Grandson, Vol. 1, i és una referència al seu famós sobrenom, que un reclus li va donar durant el seu període d'empresonament a la presó del comtat de Cook del 2014 al 2017. El disc va ser gestionat pels col·laboradors més propers del raper i per la mateixa mare de la seva.
Es van publicar tres senzills abans de l'àlbum. El primer, " Robberies ", es va estrenar el 23 de juny de 2023, amb un vídeo oficial publicat el mateix dia; el segon, anomenat " Heartless ", presentava a Tee Grizzley i es va estrenar el 7 de juliol de 2023 amb un visualitzador oficial. El projecte en si es va publicar el 14 de juliol de 2023, representant el tercer àlbum d'estudi i el segon treball pòstum de Bennett. Es va lliurar juntament amb un vídeo musical de la cançó " Don't Miss ", el rodatge es remunta a finals del 2020. A més es va llançar un visualitzador oficial per a cada tema de l'àlbum.
La producció de l'àlbum va ser a càrrec de diversos productors com ATL Jacob, Chopsquad DJ, David Morse, DJ Bandz, Ghostage, IllaDaProducer, Mac Fly, Raw Equity, Scott Storch, Southside, Tahj Money, Twysted Genius, Wheezy ; la majoria dels quals ja havien col·laborat amb Bennett en àlbums anteriors. Compta amb aparicions convidades de G Herbo, Polo G, Lil Durk, Tee Grizzley, BreezyLyn, Tink, 42 Dugg, Moneybagg Yo i Hotboii. Va arribar a la 14a posició del Billboard 200, i va ocupar el segon lloc al Billboard Independent Albums, el quart al Billboard Top R&B/Hip Hop Albums, també va ocupar el número 31 del Billboard Top 100 Canadà i el número 20 del Top 40 de Nova Zelanda.

## Artística

### Estil i tècnica de rap
L'estil musical de King Von s'ha associat amb la música drill, aquesta pertinença al gènere musical es corrobora en la seva entrevista per a DJ Akademiks malgrat aquesta definició Bennett és considerat com un dels millors lletres purs de l'era dels drills de Chicago, i un raper d'estil més variat que la majoria d'altres exponents del gènere; també s'ha definit com a estilísticament diferenciat, sent més un raper clàssic en un context de música drill, demostrant l'enfocament, oferint lletres punxants al ritme, i per la seva entrega, jocs de paraules i escriptura aguda de cançons; per la qual sovint és elogiat per la crítica. Mark Braboy, que va escriure per a Complex, va definir Bennett com un lletrista reflexiu i hàbil, i diferent dels altres artistes de Chicago, capaços de lliurar-lo en un paquet ferotge i ressonant que no tenia rival.

#### Narració de contes
King Von era conegut per l'ús de la narració a les seves cançons. La seva narració també ha estat definida per HotNewHipHop com a "impecable" i dotada "d'una venjança i una autenticitat sense tallar"; també s'ha descrit com a "vívid". Pitchfork elogia la seva capacitat per explicar una història coherent com a narrador amb la inserció de diàlegs associada als seus versos. Von va maximitzar els seus punts forts de narració a través d'un trio d'esforços aclamats per la crítica, Grandson, Vol. 1, Levon James i Welcome to O-Block amb cada projecte que mostra totes les complexitats de la seva personalitat, ja que Von va concretar narracions que poques vegades es veuen al rap mainstream.
La tècnica narrativa de Bennett en composicions musicals es desenvolupa al voltant de temes basats en les seves pròpies experiències; i s'ha comparat, amb la d'altres artistes diversos com el primer Ice-T, Speaker Knockerz i, concretament, cançons com " Took Her to the O " i " Crazy Story " s'han comparat amb " Children's Story " de Slick Rick ; mentre que el mateix Bennett diu que sovint s'ha comparat amb la tècnica narrativa de Meek Mill.
L'estil i la capacitat de narració de Von es van inspirar en la seva infantesa a Englewood i es basa de manera peculiar en novel·les urbanes que va llegir mentre estava a la presó: va afirmar que va llegir molts llibres de la germana Souljah, també li agradava JaQuavis i Ashley, especialment el llibre " The Cartel", "The Ultimate Sacrifice" d'Anthony Fields i també va apreciar les novel·les " Twilight ".

### Influències
King Von ha citat que diversos MCs influeixen en el seu estil de rap, derivats dels artistes que escoltava durant la seva adolescència, amb rapers com Lil Wayne, Gucci Mane i Waka Flocka Flame, i altres rapers de Chicago com Twista, Kanye. West, G Herbo, Lil Bibby, Lil Durk.

## Vida personal
Bennett estava en una relació intermitent amb la rapera de Texas Asian Doll, però segons es diu que els dos no estaven en relació en el moment de la seva mort. Bennett va tenir tres fills, un fill i dues filles.
El seu cosí, Calboy, també és raper.

### Qüestions legals
L'abril de 2014, Bennett va ser interrogat per la policia com a persona interessada en el tiroteig mortal de Gakirah "KI" Barnes, membre de Gangster Disciples, de 17 anys, però la policia no va poder acusar-lo a causa d'incoherències en les declaracions dels testimonis.
El 24 de juliol de 2014, Bennett va ser arrestat en relació amb un tiroteig el maig de 2014, que va provocar la mort de Malcolm Stuckey i la ferida de dos homes més. Bennett va ser acusat d'un càrrec d'assassinat en primer grau i dos càrrecs d'intent d'assassinat. El tiroteig va tenir lloc a Englewood, Chicago. Bennett va ser declarat innocent el desembre de 2017.
El juny de 2019, Bennett i el seu company de raper Lil Durk, de nom real Durk Banks, van ser arrestats en relació amb un tiroteig a Atlanta. Bennett i el seu co-acusat Banks van comparèixer davant un jutge en una sala del tribunal del comtat de Fulton per a una audiència de causa probable. Els fiscals van afirmar que els dos rapers van robar i disparar a Alexander Witherspoon fora d'un autocinei popular el 5 de febrer de 2019. Després de setmanes a la presó, Durk va ser alliberat amb una fiança de 250.000 dòlars, mentre que Von va ser alliberat d'una fiança de 300.000 dòlars.

#### Denúncies d'assassí en sèrie
L'abril de 2023, més de dos anys després de la mort de Bennett, la YouTuber Trap Lore Ross va publicar a YouTube un documental de quatre hores de durada titulat King Von: Rap's First Serial Killer, en el qual s'al·legava que Bennett havia estat un assassí en sèrie. involucrat en almenys deu assassinats, inclosos els assassinats de P5, Modell, Malcolm Stuckey i Gakirah "KI" Barnes; Bennett havia estat absolt per l'assassinat de Stuckey mentre era viu i les autoritats de Chicago van concloure que era responsable de l'assassinat de Barnes el 2021. A més dels deu assassinats dels quals se suposa que era l'autor, també es va documentar com a mandatari de diversos altres assassinats relacionats amb bandes. Segons el documental, el motiu principal de Bennett per cometre assassinat va ser inicialment el resultat de disputes entre bandes, però després es va fer simplement per emocionar-se. El documental va ser elogiat per molts, però aviat va ser retirat de YouTube després de la reacció de la família i els fans de Bennett. El documental es va tornar a penjar més tard.

## Mort
El 6 de novembre de 2020, cap a les 2:15 am, Bennett i la seva tripulació van estar involucrats en un altercat amb la tripulació de Quando Rondo a l'exterior del saló de la cachimba de Mònaco a Atlanta, Geòrgia. La disputa es va convertir ràpidament en trets i Bennett va ser disparat diverses vegades. Va ser traslladat a un hospital en estat crític i allà va morir aquell mateix dia. Tenia 26 anys.
L' Oficina d'Investigació de Geòrgia va informar que dues persones van morir i sis van resultar ferides. Un d'ells va ser posat sota custòdia policial per l'assassinat del rei Von mentre era atès per una ferida de bala. El sospitós va ser identificat com Timothy Leeks, de 22 anys, un raper també conegut com Lul Timm que està afiliat a Quando Rondo.
El 14 de novembre de 2020, el King Von va ser enterrat a Chicago, Illinois.

### El record
Durant la 64a edició dels premis Grammy, Bennett va ser inclòs al muntatge In Memoriam.
L'agost de 2021, l'artista Chris Devins va pintar un mural que representava el King Von, al complex de Parkway Gardens on s'havia criat Von. El mural va generar controvèrsia entre els residents de Chicago: alguns d'ells van argumentar que atrauria delictes relacionats amb les bandes a la zona i que era una exaltació de la violència de les bandes.

## Discografia

### Àlbums d'estudi
- Welcome to O'Block (2020)
- What It Means to Be King (2022)
- Grandson (2023)

### Mixtapes
- Grandson,Vol. 1 (2019)
- Levon James (2020)